# Svenskt öl

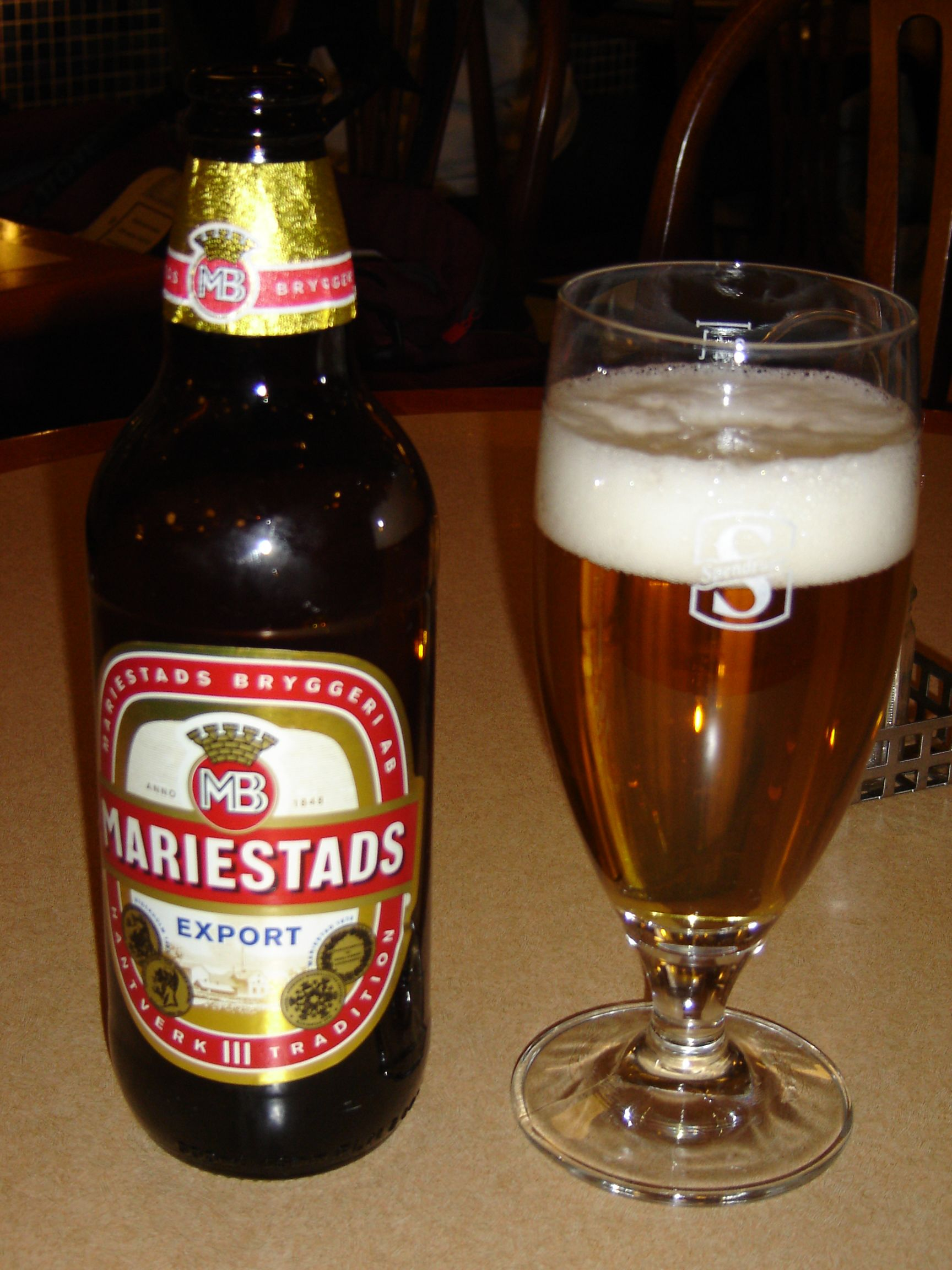
Mariestads är ett av bryggeriet Spendrups ölmärken.

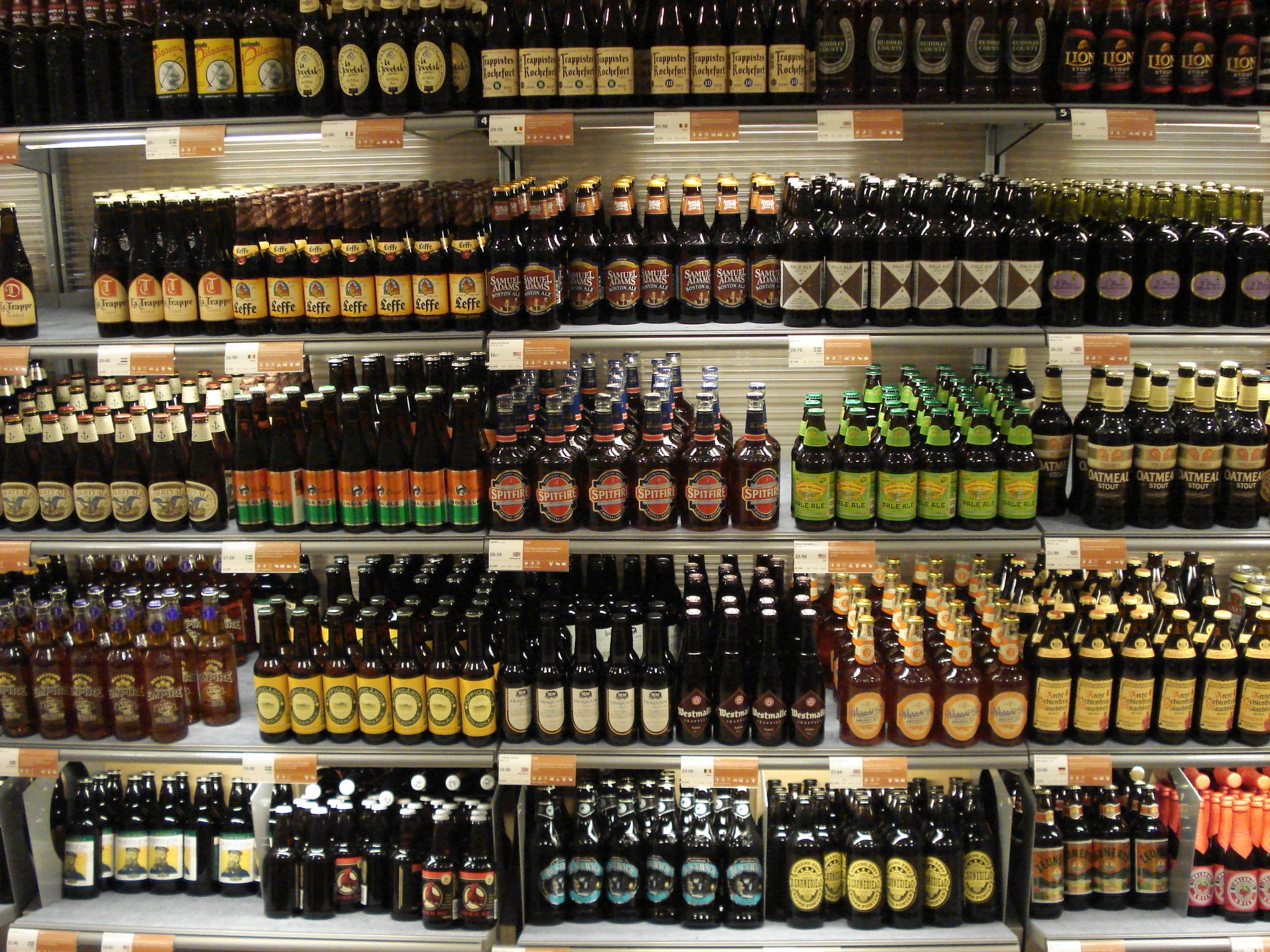
Delar av det statliga monopolföretaget Systembolagets ölsortiment 2008.

Svenskt öl är öl som bryggts i Sverige.
Öl har en lång tradition i det svenska köket. De äldsta resterna av öl som hittats i Sverige härstammar från bronsåldern, där ölet ofta smaksattes med pors. Lageröl är det överlägset mest sålda ölet i Sverige, med en andel på mer än 90 %. Under 2023 dracks 378 miljoner liter öl varav 288 miljoner liter såldes på Systembolaget där 80 % var tillverkad i Sverige. Vanligast är att öl säljs i aluminiumburk.

## Svenska bryggerier
I Sverige tillverkades sedan gammalt två överjästa öltyper – svagöl (svagdricka) och starköl (dubbelöl). Fredrik Rosenquist af Åkershult infördes 1843 underjäsning via det första underjäsningsbryggeriet, Tyska Bryggeriet i Stockholm. Därmed började den moderna ölproduktionen i Sverige.
Den förut hantverksmässiga näringen började anta tekniska former, för att så småningom övergå till industriell fabrikation i stor skala. Denna utveckling stod å ena sidan i nära samband med teknikens snabba frammarsch under slutet av artonhundratalet, men den var å andra sidan beroende av att ett omfattande vetenskapligt arbete hade nedlagts till klarläggande av de mikrobiologiska processer som äger rum vid öltillverkningen.

### Sveriges största bryggerier
I Sverige finns många ölbryggerier, som organiseras genom intresseorganisationen Sveriges Bryggerier.

Nedan listas Sveriges tio största bryggerier under 2023 utifrån försäljning på Systembolaget som står för 71 % av all alkoholförsäljning.
| №  | Bryggeriföretag             | Produktion av öl, miljoner liter |
| -- | --------------------------- | -------------------------------- |
| 1  | Spendrups                   | 84,3                             |
| 2  | Carlsberg Sverige           | 62,5                             |
| 3  | Åbro Bryggeri               | 47,2                             |
| 4  | Kopparbergs Bryggeri        | 24,7                             |
| 5  | Galatea AB                  | 17,1                             |
| 6  | Krönleins Bryggeri          | 15,2                             |
| 7  | GL Brands                   | 6,2                              |
| 8  | Asahi Sweden Filial         | 5,2                              |
| 9  | AB InBev Sweden             | 4,8                              |
| 10 | TOMP Beer Wine & Spirits AB | 2,1                              |

### Historisk utveckling
Översikt befolkning, antal ölbryggerier och ölproduktion.
| År      | Befolkning, miljoner | Antal bryggerier * | Produktion av öl, miljoner liter ** |
| ------- | -------------------- | ------------------ | ----------------------------------- |
| 1810    | 2,4                  | 43                 | 4,8                                 |
| 1840    | 3,1                  | 28                 | 4,0                                 |
| 1880    | 4,5                  | 374                | 111,6                               |
| 1890    | 4,7                  | 326                | 219,3                               |
| 1900    | 5,1                  | 556                | 289,4                               |
| 1905/06 | 5,3                  | 227                | 295,8                               |
| 1914/15 | 5,7                  | 186                | 162,2                               |
| 1920/21 | 5,9                  | 531                | 201,7                               |
| 1935/36 | 6,2                  | 743                | 254,6                               |
| 1955/56 | 7,3                  | 638                | 281,2                               |
| 1975    | 8,2                  | 108                | 465                                 |
| 1986    | 8,3                  | 31                 | 391,2                               |
| 1995    | 8,8                  | 28                 | 530,9                               |
| 2002    | 8,9                  | 18                 | 437,6                               |
| 2012    | 9,5                  | 75                 | 439,6                               |
| 2017    | 10,1                 | 331                | 455,8                               |
| 2022    | 10,5                 | 438                | 476,0                               |

- Skattepliktiga och skattefria bryggerier.
- Skattepliktig och skattefri produktion, inklusive svagdricka.

## Alkoholhalt

### Klassindelning före 2011
Öl delades till och med 2010 in i tre klasser beroende på dess alkoholstyrka.
| Volymprocent                 | Klass        | Namn             |
| ---------------------------- | ------------ | ---------------- |
| Högst 2,25 volymprocent      | Öl klass I   | Lättöl           |
| Mellan 2,25-3,5 volymprocent | Öl klass II  | Folköl           |
| Över 3,5 volymprocent        | Öl klass III | Mellanöl/starköl |

Alkoholfritt öl och lättöl (klass I) fick alla köpa oavsett ålder. Försäljning av folköl (klass II) krävde tillstånd och fick ej säljas till personer under 18 år. Varje enskild kommun kunde höja inköpsåldern på folköl. Försäljning och servering av starköl (klass III) på restaurang/pub krävde tillstånd och fick ej serveras till personer under 18 år. Systembolaget fick sälja starköl till personer som är minst 20 år.
Under perioden 1 oktober 1965 och 1 juli 1977 såldes mellanöl i livsmedelsaffärer med skatteklassen "II B" som hade en alkoholhalt mellan 3,5 och 4,5 volymprocent, men upphörde på grund av ökade alkoholskador hos ungdomar.

### Statistikklasser
Sveriges Bryggerier (bryggeriernas intresseorganisation) indelar för statistiska ändamål ölet i följande klasser.
| Klass                      | Alkoholhalt volymprocent |
| -------------------------- | ------------------------ |
| Lättöl och alkoholfritt öl | < 2,8                    |
| Folköl                     | 2,8-3,5                  |
| Mellanöl                   | 3,5-4,5                  |
| Starköl                    | 4,5-5,6                  |
| Starkt starköl             | > 5,6                    |

## Beskattning
Sverige och Schweiz var länge de enda länder i Europa som saknade maltdrycksbeskattning. Maltdrycksbeskattning infördes dock i Sverige 1903.

### 1907 års förordning
Enligt 1907 års förordning angående tillverkning och beskattning af maltdrycker, beskattades öl efter alkoholhalt och stamvörtstyrka.
| Klass | Klassens benämning | Alkoholhalt viktprocent | Alkoholhalt volymprocent | Stamvörtstyrka | Anmärkning                                                          |
| ----- | ------------------ | ----------------------- | ------------------------ | -------------- | ------------------------------------------------------------------- |
| I     | Svagdricka         | 0-2,25                  | 0-2,81                   | < 6,1          | Hit räknades även alkoholfria maltdrycker med högre stamvörtstyrka. |
| II    | Pilsnerdricka      | 2,26-3,6                | 2,82-4,5                 | 6,1-9,5        |                                                                     |
| III   | Öl                 | > 3,6                   | > 4,5                    | > 9,5          |                                                                     |

### 1923 års förordning
| Klass | Klassens benämning | Alkoholhalt viktprocent | Alkoholhalt volymprocent | Stamvörtstyrka | Anmärkning |
| ----- | ------------------ | ----------------------- | ------------------------ | -------------- | --- |
| I     | Svagdricka         | 0-1,8                   | 0-2,25                   | < 6,1          | Hit räknades även alkoholfria maltdrycker med högre stamvörtstyrka, dock inte högre än 10,5 %.                                                                                       |
| II    | Pilsnerdricka      | 1,81-3,2                | 2,26-4,0                 | 6,1-10,5       | |
| III   | Exportöl           | > 3,2                   | > 4,0                    | > 10,5         | Det var tillåtet att tillverka exportöl i Sverige, men det fick inte försäljas annat än för vetenskapligt, medicinskt, farmaceutiskt, tekniskt, industriellt eller likartat ändamål. |

### 1994 års lag om alkoholskatt
I Sverige beskattas öl idag efter alkoholhalten.
| Benämning enligt alkohollagen 1995-2010 | Benämning enligt alkohollagen 2011- | Alkoholhalt volymprocent | Skatteplikt       | Skatt per liter öl och vol% sedan 2017-01-01 | Tillåten detaljhandel                          |
| --------------------------------------- | ----------------------------------- | ------------------------ | ----------------- | -------------------------------------------- | ---------------------------------------------- |
| Lättdryck                               | Lättdryck                           | 0–2,25                   | Ej skattepliktigt | Skattefritt                                  | Oreglerat av alkohollagstiftningen             |
| Öl                                      | Folköl                              | 2,25–2,8                 | Skattepliktigt    | 0 kr                                         | Livsmedelshandel, bryggerier och Systembolaget |
| Öl                                      | Folköl                              | 2,8–3,5                  | Skattepliktigt    | 2,02 kr                                      | Livsmedelshandel, bryggerier och Systembolaget |
| Starköl                                 | Starköl                             | > 3,5                    | Skattepliktigt    | 2,02 kr                                      | Systembolaget                                  |

## Svenska ölsorter

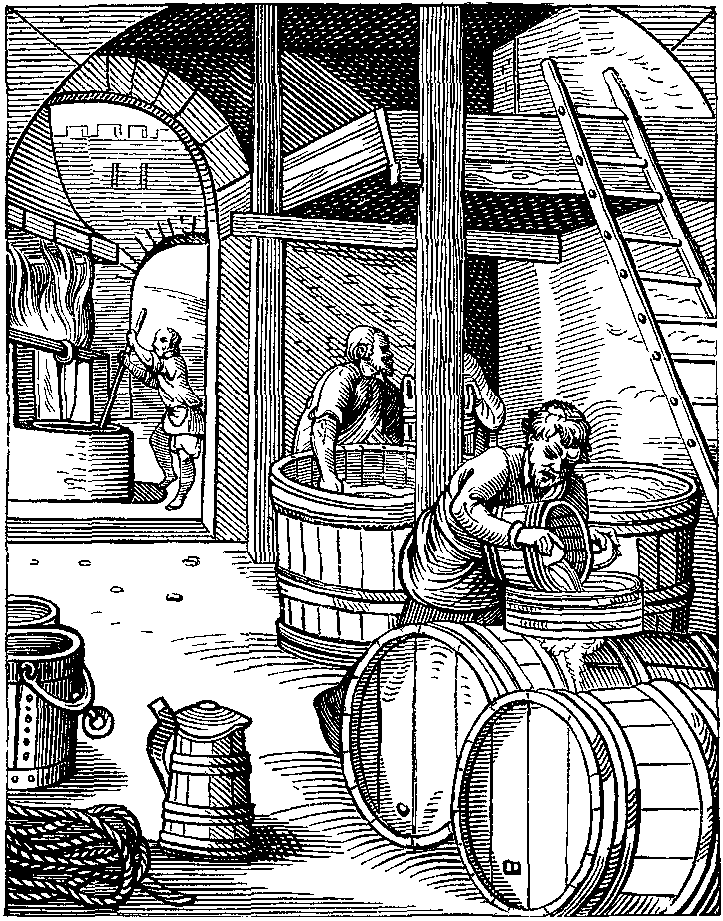
Bryggare på 1500-talet.

### Ölsorter på 1500-talet
För det öl som bryggdes på kungliga slott och kungsgårdar under femtonhundratalet fanns det noggranna bestämmelser om ölkvalitet, varför det har varit möjligt att rekonstruera deras alkoholhalt.
| Öltyp    | Stamvörtstyrka | Alkoholhalt Viktprocent | Alkoholhalt Volymprocent | Anmärkning                                  |
| -------- | -------------- | ----------------------- | ------------------------ | ------------------------------------------- |
| Herreöl  | 17 %           | 3,5                     | 4,4                      |                                             |
| Fogdeöl  | 14 %           | 2,8                     | 3,5                      |                                             |
| Svenneöl | 11,5 %         | 2,3                     | 2,9                      |                                             |
| Skeppsöl | 8,5 %          | 1,7                     | 2,2                      | Skeppsölet var humlestarkare än ämbetsölet. |
| Ämbetsöl | 8,5 %          | 1,7                     | 2,2                      |                                             |
| Spisöl   | 5,5 %          | 1,1                     | 1,4                      |                                             |

Sjukstuguöl och konventsöl liknade fogdeölet, men konventsölet var svagare humlat.
Ett stort antal tyska ölsorter importerades också till Sverige. En del av dem tillverkades också försöksvis på Uppsala gård. Här nedan markerat med ett U.
- Sundiskt öl, från Stralsund.
- Rostocker öl, från Rostock.
- Lybskt öl, från Lübeck.
- Mumma, Braunschweiger Mumme.
- Hamburgeröl (Vittöl) U, tillverkades av lufttorkat malt och var ljust till färgen.
- Bernostöl U, vilket var öl som kom från Bernau, i Mark Brandenburg.
- Sinderbier eller Singelbier U.
- Pryssing U, Danziger Jopenbier.

Även finskt öl tillverkades i Uppsala.

### Ölsorter på 1600-talet
Under 1600-talet prisreglerades öl av de kommunala myndigheterna. De äldsta prisregleringarna - månadstaxorna - återfinns i Stockholms stads ämbetsbok 1636-1637. Av denna framgår ölsorter och inbryggningsstyrkor.

#### Ölsorter bryggda i Stockholm 1636-1637
| Öltyp    | Tunna öl per tunna malt |
| -------- | ----------------------- |
| Herreöl  | 1,25                    |
| Medelöl  | 1,5                     |
| Svagöl   | 2                       |
| Skeppsöl | 3                       |

I bryggarskråets stadga från 1640 anges endast tre ölsorter: starktöl (motsvarande det tidigare herreölet), medelöl (hälften så starkt) samt spisöl (fjärdedelen så starkt).

#### Ölsorter bryggda i Stockholm 1650
I en tryckt månadstaxa för Stockholm från 1650 anges följande ölsorter och deras inbryggningsstyrka.
| Öltyp                                     | Tunna öl per tunna malt             |
| ----------------------------------------- | ----------------------------------- |
| Gott och klart öl till husbehov och heder | 1                                   |
| Krögareöl, gott och klart                 | 1,25                                |
| Måltidsöl                                 | 1,5                                 |
| Svagöl                                    | 3                                   |
| Spisöl                                    | Ingen uppgift om inbryggningsstyrka |

#### Ölsorter utskänkta i Stockholm 1665
Även det öl som utskänktes var prisreglerat. Av en krögaretaxa för Stockholm från 1665 framgår vilka ölsorter som serverades till huvudstadens kroggäster.
| Öltyp                                     | Pris Öre kmt per kanna |
| ----------------------------------------- | ---------------------- |
| Gott rostocker- och lübecksöl             | 9                      |
| Gott wismaröl och mumma                   | 6                      |
| Gott vitt öl och svensk bryhane           | 4 ½                    |
| Gott och klart öl till husbehov och heder | Prisuppgift saknas     |
| Gott krögareöl                            | 3 1/5                  |
| Måltidsöl                                 | 1 3/5                  |
| Svagöl                                    | 4/5                    |
| Gott spisöl                               | 2/5                    |

Som jämförelse kan nämnas att priset på en kanna söt mjölk enligt samma taxa var 4 öre.

### Ölsorter på 1700-talet
Under sjuttonhundratalet blev brännvinet den domineraden folkdrycken i Sverige, ölkonsumtion gick ned och ölets kvalitet försämrades. De importerade ölsorterna försvann, medan det i övrigt såg ut som på sextonhundratalet, dvs. svensköl av skilda graders stamvörtstyrka och alkoholhalt bryggdes och utskänktes. Betydande lokala kvalitetsskillnader förekom dock; Linné menar i sin Beskrifning om Öl (1746) och i andra skrifter, att Faluölet var det bästa i riket, medan Stockholmsölet "luktar illa" och var "mycket skadligt", framförallt på grund av det salta vatten som användes vid bryggningen.

#### Ölsorter utskänkta i Göteborg 1740
En månadstaxa från 1740 visar vilka ölsorter som då utskänktes i Göteborg.
| Öltyp                   | Pris Öre smt per kanna |
| ----------------------- | ---------------------- |
| Gott och klart dubbelöl | 8                      |
| Krögareöl               | 4                      |
| Måltidsöl               | 3 ½                    |
| Svagöl eller Skeppsöl   | 3 ½                    |
| Spisöl                  | ½                      |

#### Porter
I slutet av sjuttonhundratalet började porter importeras till Sverige och snart nog började även svenska bryggare brygga denna ölsort, som i Sverige till att börja med gick under namnet "Engelskt Öl". Det första kända belägget för ordet 'porter' på svenska kommer från Bellman 1777. Den förste svenska porterbryggningen ägde rum i Stockholm 1774, medan det första specialbryggeriet för denna ölsort anlades i Göteborg 1790.

#### Bengt Bergius tal om läckerheter 1780
Bengt Bergius höll 1780 ett tal om bordets njutningar inför Vetenskapsakademien. I detta tal uppräknades 38 olika ölsorter.
| Öltyp                                 | Anmärkning efter Bergius                                                                                             |
| ------------------------------------- | --- |
| Aile                                  | "ett engelskt öl, utan humle, men med andra kryddor"                                                                 |
| Barthiskt-öl                          | "fördes fordom till Stockholm"                                                                                       |
| Breyhan                               | "brygges av vete, korn och malt sammanblandade", "är ett sött och gott dricka"                                       |
| Breslauer-öl                          | |
| Brunsvigs Mumma, Braunschweiger Mumme | "Liknar Einbecks-ölet (Einbecker), men är något tjockare", "Därav voro flera sorter. Den rätta kallas Schiffsmumma." |
| Danskt-öl                             | |
| Danziger-öl                           | "Torde mena Pryssing"                                                                                                |
| Delfter-öl                            | |
| Derby-öl                              | "Känt" |
| Embst-öl                              | |
| Engelskt-öl                           | "Dess värde består även däruti, att det håller sig länge"                                                            |
| Fahlu-ölet                            | "Bäst i Sverige" |
| Flanderns-öl                          | "var så tjockt, att man nödgades dricka om, för att nedskölja, det som fastnat i halsen ... (En god pretext)"        |
| Garlitz                               | "ett tyskt öl, stoppar nog mycket"                                                                                   |
| Gozzlar-öl                            | "Det kallas ock Veisbier (Weizenbier), samt brygges av vete"                                                         |
| Hamburger-öl                          | |
| Helsingborgs-öl                       | |
| Joppenbier (Jopenbier)                | "ett Dantziger-öl"                                                                                                   |
| Knisenach                             | "ett tyskt öl, giver snart rus"                                                                                      |
| Kofent                                | "ett slags svagdricka, fast icke spisöl, utan vad vi kalla Dubbelöls-svagöl"                                         |
| Lura                                  | "finsk, förtjänar ej namn av öl; är tjock, nästan mjölfärgad, osund ..."                                             |
| Lybskt-öl                             | "fördes från Lübeck"                                                                                                 |
| Mollet                                | "holländskt öl, giver mera skum, men är ej så smakligt som vårt"                                                     |
| Mungat                                | "en ölsort, som 1444 bryggdes i Bergen"                                                                              |
| Nottinghams-öl                        | "fordom bekant" |
| Odensee-ölet                          | "är förträffligt, liknar Darby och Nottinghams-öl, men något blekare"                                                |
| Pasanella                             | "ett förlorat ölslag"                                                                                                |
| Posoniensis Cerivisia duplicata       | "brunt mustigt och rätt delikat"                                                                                     |
| Porter                                | "engelska ölet, är starkt, håller sig länge, värderas än hos oss, och brygges rätt gott i Stockholm"                 |
| Pryssing eller Danziger-öl            | "är mäktigt" - " Kom ock från Königsberg"                                                                            |
| Rostocker-öl                          | |
| Sundiskt-öl                           | |
| Svenskt-öl                            | |
| Tyskt-öl                              | |
| Wismars Mumma                         | "sämre än Brunsvigs"                                                                                                 |
| Wurtz-ölet                            | "från Saxen" |
| Zerbst-ölet                           | "berömmes än, såsom klart, välsmakande och hälsosamt"                                                                |
| Ölands-öl                             | "smakar som Brunsvigs-mumma"                                                                                         |

### Ölsorter på 1800-talet
Under artonhundratalets början ökade brännvinskonsumtionen än mer och ölets kvalitet fortsatte att minska. År 1843 infördes dock metoden med underjäsning (se ovan) och därmed inleddes en utveckling som kom att förändra den svenska öltillverkningen. Underjäst öl gick länge under namnet bayerskt öl och underjäsningsmetoden kallades den "bayerska metoden".
Rosenquists "Tyska bryggeri" saluförde först ett flertal ölsorter: bayerskt öl (bittert och mindre bittert), dubbelt bayerskt öl, bayersk porter och weizenbier (veteöl). Senare inskränktes sortimentet till bayerskt öl, dubbelt bayerskt öl, bayersk porter och bayersk svagdricka. En analys av hans bayerska öl som genomfördes 1856 visar en alkoholhalt av 3,6 viktprocent (4,5 volymprocent), en stamvörtstyrka av 12,1 % och en kolsyrehalt av 0,221 % (vilket är hälften så högt som i modernt svenskt öl). Det bayerska öl som Rosenquist tillverkade var münchenöl, dvs. mörkt och med låg kolsyrehalt. I Sverige förändrades sedan receptet för det bayerska ölet, så att det hade en högre inbryggningsstyrka, högre alkoholhalt, mindre humlat och med en sötare smak, samt ljusbrun till ljusgul färg. Detta nya svenska underjästa öl fick senare namnet lageröl.

#### Ölsorter vid Stockholms bryggeri 1860
På 1860-talet bryggdes följande ölsorter vid Stockholms Bryggeri AB.
| Öltyp          | Lager/färsk | Anmärkningar                                                            |
| -------------- | ----------- | ----------------------------------------------------------------------- |
| Bayerskt öl    | lageröl     | Underjäst öl introducerat 1843.                                         |
| Svensköl       | färsköl     | Överjäst öl med dålig hållbarhet.                                       |
| Engelskt öl    | -           | Överjäst öl med bättre hållbarhet.                                      |
| Porter         | -           | Överjäst öl; detsamma som dagens porter.                                |
| Skänköl        | -           | Medelstarkt, ljust, kraftigt humlat. Ersattes på 1870-talet av pilsner. |
| Iskällardricka | -           | Mellanting mellan dagens pilsner och lättöl; fick 1903 namnet lättöl.   |
| Svagdricka     | färsköl     | Överjäst öl med låg alkoholhalt, som dagens svagdricka.                 |
| Spillöl        | -           | Uppsamlat utspillt öl av alla sorter. Köptes direkt på bryggeriet.      |

Dessutom tillverkades sockerdricka, en kolsyrad dryck med låg alkoholhalt.

#### Ölsorter i Uppsala 1873
År 1873 genomfördes kemiska analyser av ett antal ölsorter inköpta i Uppsala.
| Öltyp                                       | Alkoholhalt viktprocent | Alkoholhalt volymprocent | Stamvörtstyrka % |
| ------------------------------------------- | ----------------------- | ------------------------ | ---------------- |
| Arenanders porter, Stockholm                | 6,0                     | 7,5                      | 17,9             |
| Carnegie porter, Göteborg                   | 5,8                     | 7,25                     | 16,4             |
| Bjurholms starköl, Stockholm (underjäst öl) | 4,8                     | 6,0                      | 14,3             |
| Neumüllers starköl, Stockholm (överjäst öl) | 4,6                     | 5,75                     | 20,9             |
| Bayerskt öl, Uppsala bryggeri, Uppsala      | 4,7                     | 5,875                    | 15,3             |
| Bayerskt öl, Erlangens bryggeri, Uppsala    | 4,7                     | 5,875                    | 15,1             |
| Bayerskt öl, Örebro bryggeri, Örebro        | 4,1                     | 5,125                    | 13,4             |
| Bayerskt öl, Münchenbryggeriet, Stockholm   | 4,0                     | 5,0                      | 15,1             |
| Exportöl, Stockholm (underjäst öl)          | 4,5                     | 5,625                    | 13,5             |
| Svensköl, Beijnoffs bryggeri, Uppsala       | 3,0                     | 3,75                     | 14,6             |
| Svensköl, Gillbergs bryggeri, Uppsala       | 2,6                     | 3,25                     | 13,2             |
| Svagdricka, Beijnoffs bryggeri, Uppsala     | 2,1                     | 2,625                    | 7,3              |
| Svagdricka, Gillbergs bryggeri, Uppsala     | 2,2                     | 2,75                     | 7,6              |

Förutom dessa sorter som analyserades förekom även lagerdricka, en underjäst ölsort som till alkoholhalten låg mellan lageröl och svagdricka, samt mörköl, kulmbacher, bockbier med flera mörkare lageröl.
I slutet av 1870-talet kom så pilsnern, en ljus, lätt, humlestark, underjäst ölsort, som snart skulle komma att dominera den svenska ölmarknaden.

#### Svenska ölsorter på 1890-talet
Enligt Nordisk familjebok 1800-talsutgåvan fanns det i början på 1890-talet följande ölsorter i Sverige.
| Öltyp         | Alkoholhalt viktprocent | Alkoholhalt volymprocent | Stamvörtstyrka | Anmärkningar                                                       |
| ------------- | ----------------------- | ------------------------ | -------------- | ------------------------------------------------------------------ |
| Porter        | 6,1                     | 7,35                     | 18,5           | Överjäst öl, som överensstämmer med den engelska portern.          |
| Lageröl       | 4,2                     | 5,25                     | 13,9           | Detsamma som bayerskt öl; överensstämmer med Wienertypen.          |
| Pilsneröl     | 3,8                     | 4,75                     | 11,9           | Överensstämmer med den böhmiska typen.                             |
| Lagerdricka   | 2,6                     | 3,25                     | 8,5            | Även kallat iskällardricka; ett underjäst öl.                      |
| Pilsnerdricka | 2,6                     | 3,25                     | 8,5            | Ett starkt humlat, ljust öl.                                       |
| Svensköl      | 2,5                     | 3,125                    | 12,2           | Ett överjäst öl.                                                   |
| Svagdricka    | 1,0                     | 1,25                     | 5,0            | Kallades fatsvagdricka om det inte utvanns ur efterlakningsvörten. |

Därjämte förekom även exportöl samt som starkare överjästa ölsorter dubbelöl, marsöl och julöl.

### Ölsorter på 1900-talet

#### Svenska ölsorter på 1920-talet
Enligt Nordisk familjebok, Uggleupplagan, fanns det i början på 1920-talet följande ölsorter i Sverige.
| Öltyp         | Alkoholhalt viktprocent | Alkoholhalt volymprocent | Stamvörtstyrka |
| ------------- | ----------------------- | ------------------------ | -------------- |
| Porter        | 5,8-6,3                 | 7,25-7,875               | 18             |
| Julöl         | 4,5-5,1                 | 5,625-6,375              | 12-16          |
| Lageröl       | 3,6-4,1                 | 4,5-5,125                | 12             |
| Pilsneröl     | 3,4-3,8                 | 4,25-4,75                | 11             |
| Pilsnerdricka | 2,8-3,0                 | 3,5-3,75                 | 8-9,5          |
| Svagdricka    | 1,6-1,8                 | 2-2,25                   | 4-6            |

## Ekologiskt öl
Ekologiskt öl har tillverkats sedan 1995, och flera olika typer av öl odlas ekologiskt – såsom ale och lager. I Sverige ökar försäljningen av ekologiskt öl. Mellan 2005 och 2006 såldes 33 procent mer ekologisk öl på Systembolaget till 455 511 liter. Det ställs särskilda krav på dokumenteringen av råvarorna till ekologiskt öl.
Det första KRAV-märkta ölet lanserades 2007 av Åbro Bryggeri.